# 伊曼纽尔·耶博阿
伊曼纽尔·耶博阿（1997年8月10日—）是迦納男子田徑運動員。在2017年夏季世界大學生運動會田徑100公尺預賽第10組跑出10.25秒（W：-0.9），以分組第一名晉級複賽。最後於100公尺決賽跑出10.36秒（W：-0.9）排第八名。

## 外部連結
- 伊曼纽尔·耶博阿在的頁面